# أندريه كالدويل
أندريه كالدويل (بالإنجليزية: Andre Caldwell)‏ هو منافس ألعاب قوى أمريكي، ولد في 15 أبريل 1985 في تامبا في الولايات المتحدة.

## وصلات خارجية
- أندريه كالدويل على موقع الاتحاد الدولي لألعاب القوى (الإنجليزية)
- أندريه كالدويل على موقع مرجع كرة القدم المحترفة.كوم (الإنجليزية)